# Aloe xanthacantha
Aloe xanthacantha é uma espécie de liliopsida do gênero Aloe, pertencente à família Asphodelaceae.